# Base sous-marine de Saint-Nazaire
La base pour sous-marins de Saint-Nazaire est l'une des cinq bases d'U-Boote construites le long de la façade Atlantique française au cours de la Seconde Guerre mondiale par l'Allemagne nazie qui occupait la France. Elle sert de port d'attache à la 6. et 7. Unterseebootsflottille.

## Histoire
Avant le début de la Seconde Guerre mondiale, le port de Saint-Nazaire est l'un des plus vastes de la côte Atlantique française.

### Construction

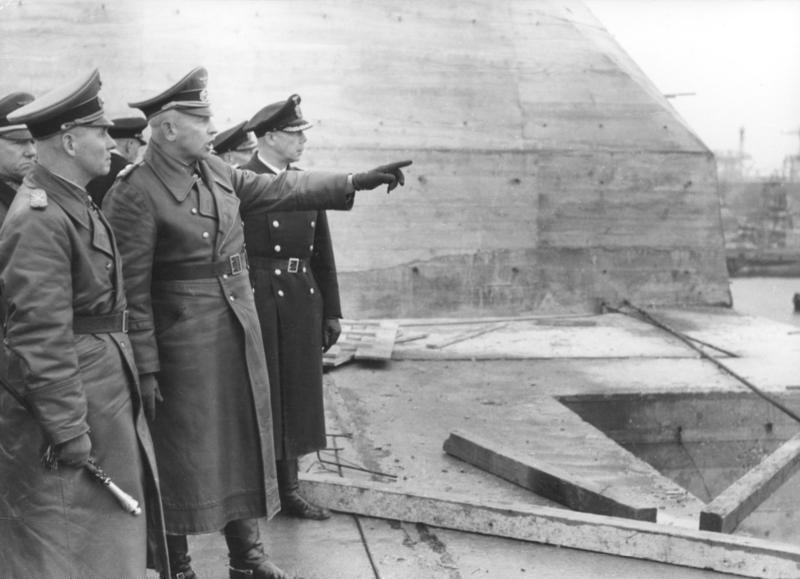
Erwin Rommel inspecte la base, le 18 février 1944

L'armée allemande arrive à Saint-Nazaire en juin 1940. L'U-46 de la 7. Unterseebootsflottille est le premier sous-marin allemand à rejoindre Saint-Nazaire, le 29 septembre 1940.
Une mission de l'organisation Todt (Oberbauleitung Süd) inspecte le port dès décembre 1940, afin de déterminer les possibilités de construction d'une base sous-marine destinée à protéger les sous-marins allemands des bombardements aériens anglais. Les travaux sont confiés à l'ingénieur Probst.
La base est construite à la place du bassin de retournement de la Compagnie générale transatlantique. Des pierres extraites de la carrière de La Roche Ballue à Bouguenais sont transportées par voie fluviale à Saint-Nazaire comme matériau de construction. Avec l'agrandissement de l'abri, tant vers le nord qu'au sud, les quais et bâtiments de la compagnie seront détruits.
Les travaux s'effectuent en plusieurs étapes. Ils débutent en février 1941, avec les alvéoles 6, 7 et 8. Ils sont achevés en juin 1941. De juillet 1941 à janvier 1942, les alvéoles 9 à 14 sont construits, puis, entre février à juin 1942 ce sont les alvéoles 1 à 5. Enfin, de juin à décembre 1943, la construction d'une tour annexe achève les travaux de construction. Ces travaux requièrent la présence de 1 502 travailleurs et 3 166 requis.
Entre fin 1943 et début 1944, une écluse protégée est construite dans l'alignement de la base afin de permettre l'accès au bassin ou à l'estuaire de la Loire. Elle mesure 155 m de long, 25 m de large, 14 m de haut et est équipée, sur son toit, de dispositifs de quatre cuves pour canons Flak (défense anti-aérienne). Une cloche blindée à l'extrémité est protège l'accès côté mer et croise ses feux avec un ouvrage comparable sur l'autre rive de l'estuaire.

### Caractéristiques

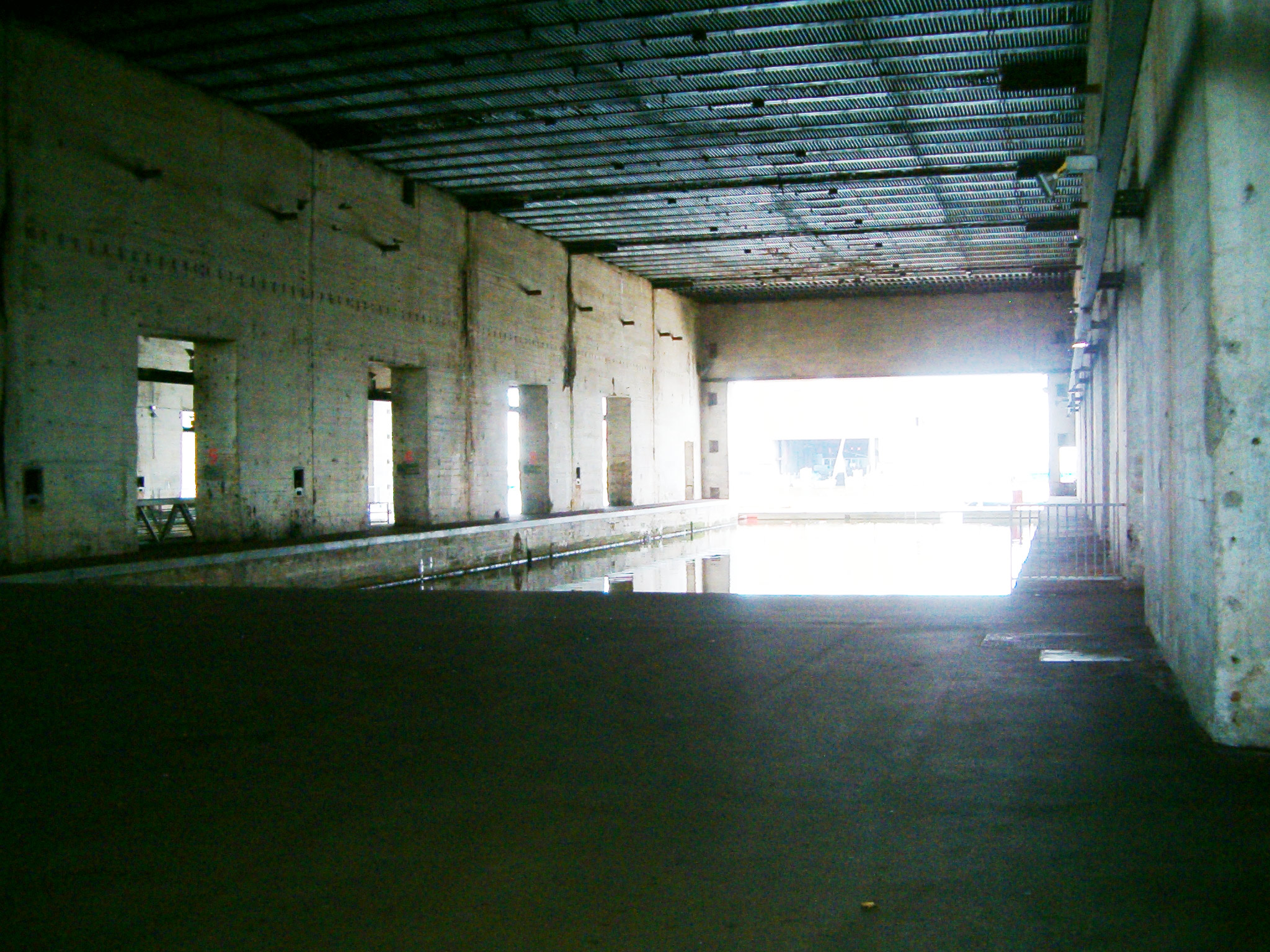
Un des alvéoles de la base

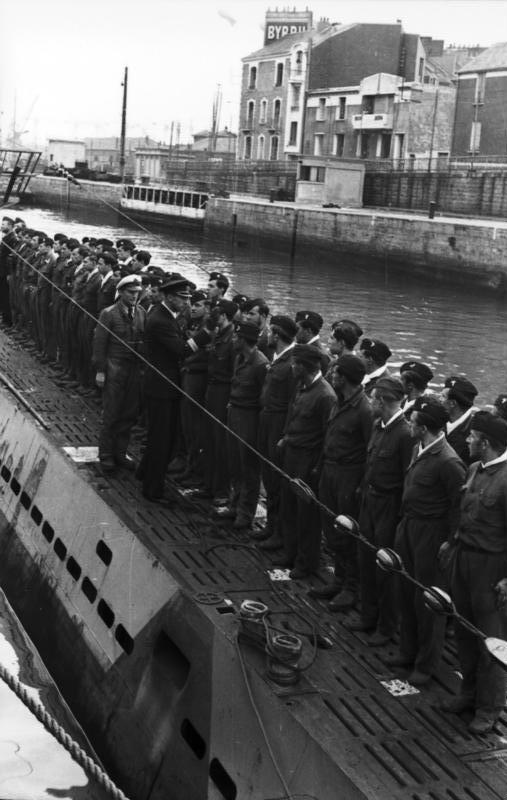
L'équipage d'un sous-marin allemand dans la base de Saint-Nazaire, le 15 juin 1942

Les dimensions de la base sont de 300 m de longueur, 130 m de large et 18 m de haut pour une surface d'environ 39 000 m2 et un volume de béton coulé estimé à 460 000 m3.
L'épaisseur du toit est d'environ 8 m au maximum, constitué d'un véritable mille-feuilles de dalles et protections. Il se compose de quatre couches distinctes : la première, constituée de béton armé mesure 3,50 m d'épaisseur en moyenne, la seconde, en béton et granit, fait 35 cm d'épaisseur, la troisième, à nouveau en béton armé, de 1,70 m d'épaisseur et la quatrième, nommée Fangrost, constituée par la superposition de poutres croisées de 1,80 et 1,40 m de hauteur. Le toit est équipé de cuves bétonnées pour canons de 20 mm et quadruples de 20 mm, d'une cloche blindée d'observation, d'un abri individuel (tobrouk) pour mitrailleuse  et d'un bunker pour mortier automatique M19. C'est le seul exemple de construction d'un ouvrage de défense terrestre du type R 633, sur la dalle de toit d'une base pour sous-marins.
Il y a 14 alvéoles, numérotés de 1 à 14 du nord au sud : les alvéoles 1 à 8 constituent chacun un bassin de radoub de 92 m de long par 11 m de large, pour un sous-marin ; les alvéoles 9 à 14 sont des bassins à flot, de 62 m de long par 17 m de large, pour deux sous-marins.
Deux inter-box permettent l'accès aux étages supérieurs de la base. Ils sont situés entre les alvéoles 5/6 et 12/13. Ils correspondent aux extrémités du plan original de l'abri.
Par ailleurs, la base est équipée de 62 ateliers techniques, 97 magasins de stockage, 150 bureaux, 92 chambres pour les équipages, 20 stations de pompage, quatre cuisines, deux boulangeries, deux centrales électriques, un réfectoire et un bloc opératoire.

## Utilisation

### Seconde Guerre mondiale
Deux flottilles seront affectées à Saint-Nazaire, la 6e et la 7e flottilles de sous-marins allemands. 
La 7e flottille de Kiel, sous le commandement du korvettenkapitän Herbert Sohler, est affectée à Saint-Nazaire, comme flottille de combat, en partie à partir de septembre 1940, puis entièrement à partir de juin 1941. La 6e flottille de Danzig est affectée à Saint-Nazaire en février 1942. 
L'U-46 du commandant Endrass arrive sur place fin septembre 1940. Le 30 juillet 1941, l'U-203 du commandant Mützelburg inaugure l'U-Bunker en entrant dans l'alvéole n°7.
Devant l'avancée des Alliés sur le front occidental, le transfert de la 7.U-Flottille, pour la Norvège, est décidé en août 1944. En septembre 1944, la base est déclarée « Festung » par Hitler. Tenue par les troupes du Generalleutnant Junck, elle résistera jusqu'à la fin de la guerre. Le 8 mai 1945, l'U-255 du commandant Helmut Heinrich quitte Saint-Nazaire. Seul l'U-510 du commandant Alfred Eick est capturé par les Alliés. Réarmé par la Marine nationale, il deviendra le « Bouan ».

### Après-guerre

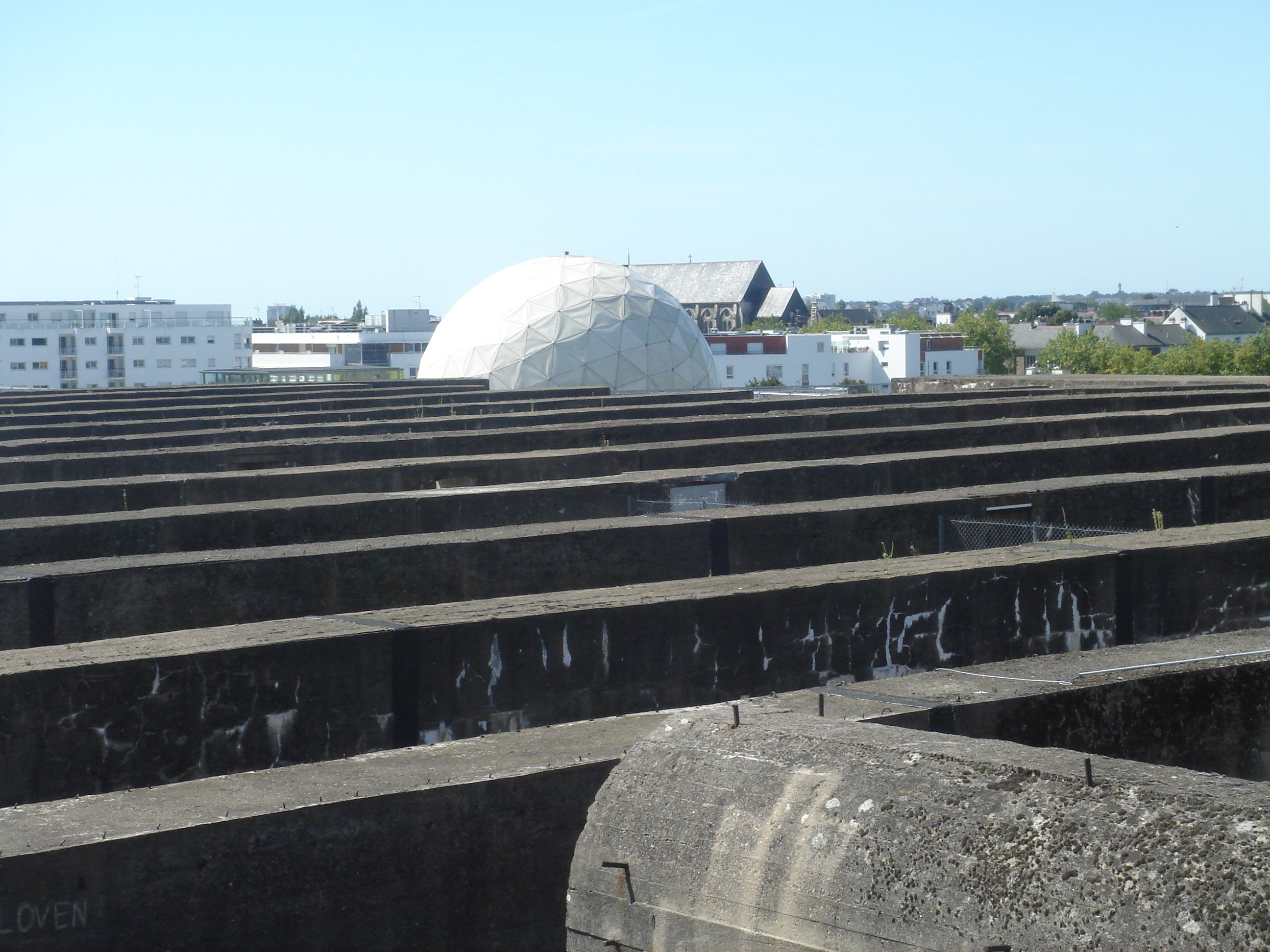
Le toit de la base et le radôme

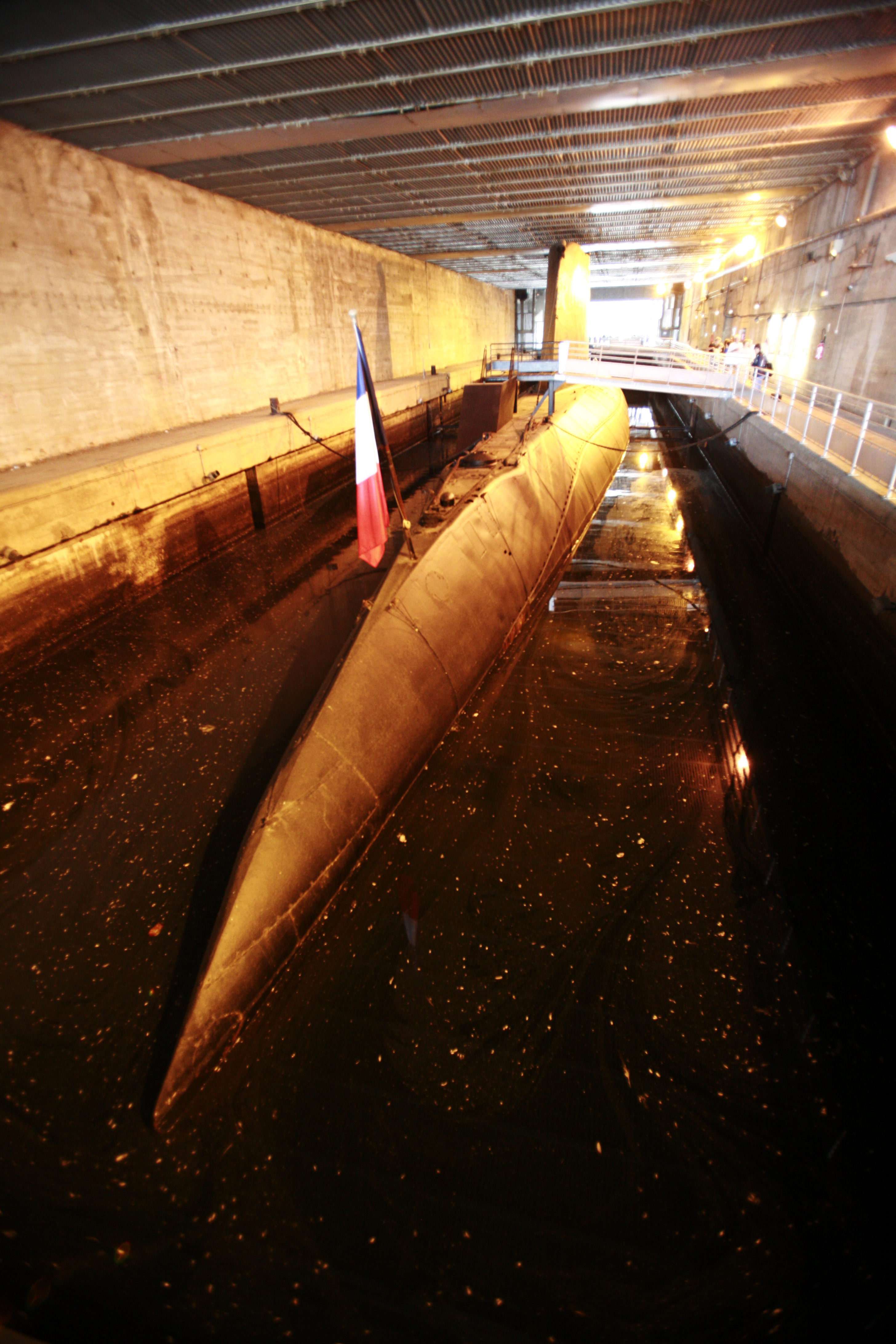
Le navire-musée Espadon de la classe Narval se trouve, depuis 1985, dans le musée de l'ancienne base sous-marine

Le quartier de la base est laissé à l'abandon plusieurs décennies. En 1994, la municipalité de Saint-Nazaire décide de lancer le projet « Ville-Port » destiné à réhabiliter la zone de la base qui n'est alors qu'une vaste friche industrielle.
L'architecte espagnol, Manuel de Solà-Morales i Rubió (es) participe à la première phase des travaux : « Ville-Port 1 ». Entre 1996 et 2000 s'implantent, dans et autour de la base, des équipements liés au tourisme ou à la culture. Il est ainsi possible de découvrir l'intérieur d'un paquebot transatlantique, univers reconstitué dans deux alvéoles. Des logements sont également construits à proximité de la base. En janvier 1997, quatre alvéoles voient leurs murs percés afin d'ouvrir le nouveau quartier sur le port. Ils sont également remis en eau. En juillet 1997, le toit est ouvert au public. Il procure un point de vue intéressant sur l'estuaire de la Loire, le pont de Saint-Nazaire et les chantiers de l'Atlantique. En 1999, une longue passerelle inclinée permet de relier le toit au nouveau quartier.
En 2000 est ouvert Escal'Atlantic, centre d’interprétation sur l’histoire des paquebots transocéaniques qui rappelle que c'est à l'emplacement de la base sous-marine que se dressaient la gare maritime et les installations de la Compagnie générale transatlantique.
En 2002, la réhabilitation de la base et du quartier se poursuit à travers le projet Ville-Port 2, confiée à l'agence LIN Berlin (Finn Geipel & Giulia Andi). La transformation des alvéoles continue. À l'automne 2005, les travaux destinés à installer le LiFE (Lieu international des formes émergentes) et le VIP (scène musicale) dans les alvéoles 13 et 14 débutent. Ils s'achèvent en avril 2007. Ces deux lieux sont destinés à accueillir concerts, expositions, ou autres spectacles.
Le 27 janvier 2007, sur le toit de la base, au-dessus de l'alvéole 14, est placé un radôme ayant abrité un radar de l'OTAN sur l'aéroport de Tempelhof à Berlin. Offert à la ville de Saint-Nazaire par le ministère de la défense allemand, la structure géodésique mesure 16,50 m de diamètre, 8 m de haut et pèse environ 5 tonnes. Elle est constituée de structures en triangle couvrant une surface de 210 m2.
Depuis 2009, le toit de la base accueille les jardins dits du Tiers paysage, conçus par le paysagiste et jardinier Gilles Clément. 
Les moyens nautiques du Pôle national de formation de la Société nationale de sauvetage en mer (SNSM) sont installés dans l'un des alvéoles de la base.
Durant l'été 2018, la salle associative de la ville a été inaugurée, au sein des alvéoles 12 et 13. 
La période d'activité de l'ouvrage pendant la Seconde Guerre mondiale est peu évoquée[réf. souhaitée]. Lors des travaux d'aménagement, des locaux datant de 1945 ont été détruits. Les bassins des alvéoles ouverts au public sont en grande partie comblés.[réf. souhaitée]

### Filmographie
- La base sous-marine de Saint-Nazaire. Entre humanité et barbarie. Documentaire réalisé par Stéphane Chemin. Cinérgie Productions. 2007 (Documentaire La base sous-marine de Saint-Nazaire sur le site de Cinérgie Productions.)